# Серо Петапо
Серо Петапо (шп. Cerro Patapo) је археолошки локалитет у северном Перуу, 23 km од данашњег града Чиклајо. Локалитет представља остатке целог града који се простире на око 34 km². Рушевине су први доказ постојања цивилизавије Вари у северном Перуу, која се углавном простирала у јужном Перуу између 7. и 12. века.
Налазиште је добро очувано, а прикупљени докази показују на обичај жртвовање људи са специјално предвиђеним местима за то и гомилом костију на дну оближње литице. Међу предметима пронађеним у ископинама које се пружају дужином од пет километара су керамика, делови одеће и добро очувани скелети младих жена.
Очекују се да откриће објасни празнину у историји Јужне Америке између две древне цивилизације - Вари и Моше. Цивилизације Моше је почела око 100. п. н. е., а нестала око 600. године н. е.
Археолози су почетком 2008. на локалитету Хуака Пуклана у Лими (око 800 km јужно од Чиклаја) пронашли мумију за коју се претпостављало да је Вари.